# Ursula Neumann
Ursula Neumann (* 1949) ist eine deutsche Erziehungswissenschaftlerin, die sich insbesondere mit interkultureller Pädagogik befasst. Sie lehrte von 1983 bis 2015 als Professorin für Erziehungswissenschaft unter besonderer Berücksichtigung der Probleme ausländischer Mitbürger an der Universität Hamburg.

## Leben
Nach dem Studium an der PH Rheinland, Abt. Neuss (1968–1971) und der I. Staatsprüfung für das Lehramt an Grund- und Hauptschulen mit den Fächern Biologie, Physik und Mathematik absolvierte sie das Referendariat an einer Hauptschule in NRW und legte 1973 die II. Staatsprüfung ab. Von 1973 bis 1978 arbeitete sie als wissenschaftliche Hilfskraft im Forschungsprojekt „Ausbildung von Lehrern für Ausländerkinder“ (ALfA, unter Leitung von Hans H. Reich) an der Pädagogischen Hochschule Rheinland. Mit einer Arbeit zu Erziehungszielen und Bildungsvorstellungen in türkischen Arbeiterfamilien wurde sie 1978 an der Universität-Gesamthochschule Essen zur Dr. paed. promoviert. Anschließend war sie Wissenschaftliche Assistentin für Erziehungswissenschaft an der PH Rheinland, später wechselte sie an die Universität Essen. Zudem arbeitete sie in der wissenschaftlichen Begleitung des Modellversuchs Regionale Arbeitsstellen zur Förderung ausländischer Kinder und Jugendlicher (RAA) im Landesinstitut für Schule und Weiterbildung von Nordrhein-Westfalen. 
Neumann wurde 1983 als Professorin für Erziehungswissenschaft unter besonderer Berücksichtigung der Probleme ausländischer Mitbürger an die Universität Hamburg berufen (ab 1984 C3-Professur), wo sie bis zu ihrer Pensionierung 2015 lehrte. Ihre Berufung stand in Zusammenhang mit der damals eingerichteten „Zusatzausbildung von Lehrern für Schüler verschiedener Muttersprache“. Sie war 1986–1987 Direktorin des Instituts für Didaktik der Geographie, Geschichte, Politik und des Sachunterrichts, 1988–1989 stellvertretende Sprecherin des Fachbereichs Erziehungswissenschaft. Von 1988 bis 1991 gehörte sie dem Akademischen Senat der Universität an und war deren Frauenbeauftragte. 
Mit Adama Ouane und Marianne Pieper leitete sie 1999 bis 2003 das DFG-geförderte Teilprojekt „Jugendliche afrikanischer Herkunft in Hamburg: Selbstverortung und Bildungsorientierung in transnationalen sozialen Kontexten“ im Hamburger Sonderforschungsbereich (SFB) 520 Umbrüche in afrikanischen Gesellschaften und ihre Bewältigung. Von 1999 bis 2002 war Neumann Ausländerbeauftragte des Senats der Freien und Hansestadt Hamburg (unter Ortwin Runde, SPD, und Ole von Beust, CDU). Von 2006 bis 2008 war sie Sprecherin der Sektion Allgemeine, interkulturelle und international vergleichende Erziehungswissenschaft und von 2012 bis 2018 stellvertretende Direktorin der Akademie der Weltreligionen der Universität Hamburg.

## Schriften (Auswahl)
- Erziehung ausländischer Kinder. Erziehungsziele und Bildungsvorstellungen in türkischen Arbeiterfamilien. Düsseldorf 1981, ISBN 3-590-14618-4.
- mit  Jörg Ramseger: Ganztägige Erziehung in der Schule. Eine Problemskizze. Seelze 1992, ISBN 3-617-33005-3.
- mit Ingrid Gogolin und Hans-Joachim Roth: Gutachten zum Thema Förderung von Kindern und Jugendlichen mit Migrationshintergrund. Bonn 2003, ISBN 3-934850-41-3.
- mit Marika Schwaiger: Interkulturelles Schülerseminar (IKS). Ein Mentoringprogramm der Universität Hamburg zur Qualifizierung von Lehramtsstudierenden und Schülerinnen und Schülern mit Migrationshintergrund. Münster 2015, ISBN 3-8309-3230-8.